# Енергобезпека праці
Енергобезпе́ка пра́ці (рос.энергобезопасность работы, англ. power work safety, нім. Energiesicherheit f der Arbeit) — статистично-економічний показник, що характеризує озброєність живої праці всіма видами енергії (механічною, електричною, тепловою тощо).
Розрізняють:
- потенційний і
- фактичний показники енергоозброєності праці.

Енергобезпека за визначенням Світової енергетичної ради — це «впевненість у тому, що енергія буде в розпорядженні в тій кількості і тієї якості, які потрібні при даних економічних умовах». Енергобезпека залежить, таким чином, від енергоозброєності. Висока енергоозброєність обумовлює викосу енергобезпеку. При цьому озброєність праці різними видами енергії підвищує енергобезпеку.